# Diego Rivero
Diego Alejandro Rivero (Puerto Esperanza, Misiones, 11 de agosto de 1981) é um ex-futebolista argentino que jogava como meia, seu último clube foi o Atlas da Argentina.

## Carreira
Rivero começou sua carreira no Chacarita Juniors em 1998, onde ficou até 2004, acertando com o Pachuca do México. Em 2005, deixou o Pachuca e acertou com Cruz Azul também do México. No ano seguinte voltou para seu país e acertou com o San Lorenzo. Após muita negociação, El Burro acertou com o Boca Juniors que emprestou Matías Giménez ao San Lorenzo.

## Estatísticas
Até 17 de abril de 2012.

### Clubes
| Clube             | Temporada         | Campeonato nacional | Campeonato nacional | Copa nacional[a] | Copa nacional[a] | Competições continentais[b] | Competições continentais[b] | Outros torneios[c] | Outros torneios[c] | Total | Total |
| Clube             | Temporada         | Jogos               | Gols                | Jogos            | Gols             | Jogos                       | Gols                        | Jogos              | Gols               | Jogos | Gols  |
| ----------------- | ----------------- | ------------------- | ------------------- | ---------------- | ---------------- | --------------------------- | --------------------------- | ------------------ | ------------------ | ----- | ----- |
| Boca Juniors      | 2010-11           | 10                  | 0                   | 0                | 0                | 0                           | 0                           | 0                  | 0                  | 10    | 0     |
| Boca Juniors      | 2011-12           | 25                  | 1                   | 2                | 0                | 11                          | 0                           | 0                  | 0                  | 37    | 1     |
| Boca Juniors      | 2012-13           | 5                   | 0                   | 0                | 0                | 0                           | 0                           | 0                  | 0                  | 5     | 0     |
| Boca Juniors      | Total             | 40                  | 1                   | 2                | 0                | 11                          | 0                           | 0                  | 0                  | 52    | 1     |
| Total na carreira | Total na carreira | 40                  | 1                   | 2                | 0                | 11                          | 0                           | 0                  | 0                  | 52    | 1     |

- a. ^ Jogos da Copa Argentina
- b. ^ Jogos da Copa Libertadores
- c. ^ Jogos do Jogo amistoso

## Títulos
Boca Juniors
- Campeonato Argentino (Apertura): 2011